# LEOC
LEOC（レオック）は、東京都千代田区に本社を構える、日本のコントラクトフードサービス企業である。1983年に北海道で創業し、企業、病院、保育園、スポーツ施設など多様な施設を対象に、給食業務の受託運営を行っている。ONODERA GROUPを構成する企業の一つ。
社名は、Life（生活）・Expert（専門家）・Offer（もてなす）・Contribution（貢献）の頭文字を組み合わせた造語で、「人々の暮らしに活力を与え、社会に貢献する専門家たち」を意味しているとされる。

## 沿革
- 1983年 - 株式会社メディカルサポートとして創業（創業者：小野寺眞悟）[2]。
- 1995年 - 埼玉県深谷市で給食業務を受託[3]。
- 1996年 - 関東支社を設置し、本格進出を開始[3]。
- 1999年 - 株式上場[2]。
- 2000年 - 株式会社メディフーズを子会社化し、西日本へ進出[2]。
- 2001年 - 小野寺裕司が代表取締役社長に就任[2]。
- 2001年 - 三菱商事系の給食会社である株式会社ソデックスコーポレーションなどと合併し、社名を株式会社ソデッソジャパンに変更。本社を東京へ移転[4]。
- 2002年 - キャプテンクック、全食、九州ゼネラルフードを順次子会社化[2]。
- 2003年 - 8月、持株会社として株式会社レオックジャパンを設立し、ソデッソの株式を移転。10月にグループの事業を地域別に再編[5]。
- 2007年 - グループ再編により、純粋持株会社体制へ移行[6]。
- 2009年 - 株式会社小野寺事務所がマネジメント・バイアウトを実施し、上場廃止[2][7]。
- 2011年 - 現在の株式会社LEOCに商号変更[2]。
- 2012年 - 本社を東京都千代田区に移転[2]。
- 2013年 - 「銀座おのでら」ブランドによる国内外の高級外食事業を開始（2016年に分社化）[8]。
- 2018年 - LEOCを含む事業会社5社により「ONODERA GROUP」を構成[9]。
- 2020年 - 小野寺裕司が代表取締役社長を退任し、田島利行が後任として就任[2]。

## 事業内容
LEOCは、企業、病院、高齢者施設、保育園、スポーツ施設など多様な施設に向けて、給食の受託提供を行っている。
主なサービス形態は、施設に常駐するスタッフによる現地調理型で、施設の規模や形態に応じたオペレーション体制を整備している。
また、人員不足や厨房設備の制約を抱える小規模施設向けに、調理済みミールキットである「LEOC Ready-made」を販売している。
さらに、フィリピン・ミャンマー・インドネシアなどの外国人材を、特定技能制度に基づいて雇用・育成しており、厨房における人員確保の仕組みづくりにも注力している。2024年度からは1,000人規模の採用を行っている。

## ONODERA GROUPについて
LEOCは、2018年に設立された企業グループ「ONODERA GROUP」の中核企業である。  
同グループは豊洲市場で開催されるマグロの初競りへ継続的に参加しており、2018年以降、複数回にわたって最高値で落札している。

### 主なグループ企業
ONODERA GROUPの公式ウェブサイトに掲載されている、主なグループ企業は以下の通りである。
- ONODERAフードサービス：外食ブランド「銀座おのでら」を運営。
- なだ万：日本料理ブランド「なだ万」を展開。
- ONODERA USER RUN：特定技能人材の教育・紹介事業を運営[19]。
- 横浜フリエスポーツクラブ：Jリーグに所属するプロサッカークラブ・横浜FCの運営。傘下に女子チームとしてニッパツ横浜FCシーガルズを持つ。
- UDオリヴェイレンセ：ポルトガルのプロサッカークラブ。2022年11月に経営権を取得し、史上初めてJリーグクラブと欧州クラブの経営権を持つ企業体となった[20]。
- ルネクリニック：再生医療を中心とする自由診療クリニックの運営。
- ONODERAナーシングホーム：有料老人ホーム「ONODERAナーシングヴィラ」の運営。

## スポーツとの関わり
LEOCは2004年シーズン、東京ヴェルディ1969のメインスポンサーを務めた。
その後2005年に、子会社のフィートエンターテイメント（当時）を通じて横浜フリエスポーツクラブ（横浜FC）の株式を取得し、筆頭株主に就任。2005年から2018年まで横浜FCのユニフォームスポンサーを務めた。2019年以降は、LEOCの親会社であるONODERA GROUPがユニフォームスポンサーを務めている。
2007年に横浜FCが戸塚トレーニングセンターに練習拠点を移した際、クラブハウス内に食堂を新設。2010年に西谷浄水場跡地へ移転した際も食堂を設置し、給食提供や栄養管理を担っている。なお、いずれのタイミングでも練習場の命名権を取得し、名称を「横浜FC LEOCトレーニングセンター」としている。
この他、2013年に従業員の部活動として「LEOC FC」が発足。2018年からJFL参入を目標に掲げ、「サッカー採用枠」として新卒採用を開始した。2022年にチーム名を「ONODERA FC」に改称し、2024年度には神奈川県社会人サッカー1部リーグで優勝。同年には女子チーム「ONODERA FC BLOOM」を立ち上げた。

## 事故・不祥事
2018年7月、LEOCが給食を受託していた静岡県内の研修施設にて、腸管出血性大腸菌O157による食中毒事故が発生した。